# Káld
Káld is een plaats (község) en gemeente in het Hongaarse comitaat Vas. Káld telt 1156 inwoners (2001).